# Alcalá Norte (centre commercial)
Pour les articles homonymes, voir Alcalá Norte.
Alcalá Norte est un centre commercial situé au carrefour de la rue d'Alcalá et de la rue de los Hermanos García Noblejas, dans le quartier de Ciudad Lineal (Madrid).

## Histoire
Alcalá Norte est construit en novembre 1999 avec une surface commerciale de 15 000 m², dans laquelle se distingue le magasin pilier Ahorramás. En juin 2022, le centre commercial organise une journée portes ouvertes avec le programme Imagina y emprende, pour accueillir des entrepreneurs, des investisseurs et des franchises.

## Accès
Il dispose de deux entrées, la principale (porte nord) depuis la rue d'Alcalá à l'angle de la rue de los Hermanos García Noblejas (située du côté est et où se trouvent les bureaux du centre commercial), et l'autre (porte sud) sur le passage Vázquez de Mella à côté de la rue Hermanos García Noblejas (qui permet également d'accéder au parking souterrain). Le centre se compose de trois étages commerciaux avec une variété de magasins (dont la moitié sont vides ou en liquidation) et d'un étage de loisirs et de restaurants où se trouvent les cinémas Odeon avec 8 écrans.
Le centre commercial est desservi par plusieurs lignes de bus urbains : 4, 38, 48, 70, 77, 104, 105, 109, 113 et la ligne de bus de nuit N5. Il existe également un service de bus interurbain sur les lignes 286, 288, 289 et le bus de nuit N203. Quant au service du métro de Madrid, il est desservi par la station Ciudad Lineal.